# Earle Buckingham
Earle Buckingham (1887 — 1978) foi um engenheiro mecânico estadunidense.